# Lijst van finales van de Davis Cup
Finales Davis Cup geeft een overzicht van alle finales om de Davis Cup, het meest prestigieuze tennistoernooi voor landen dat sinds 1900 elk jaar wordt gehouden.
| Jaar      | Winnaar                                                                                         | Tegenstander                                                                          | Score          | Locatie finale                                        | Ondergrond     |
| --------- | ----------------------------------------------------------------------------------------------- | ------------------------------------------------------------------------------------- | -------------- | ----------------------------------------------------- | -------------- |
| 2024      | Italië Jannik Sinner Matteo Berrettini Simone Bolelli Andrea Vavassori                          | Nederland Botic van de Zandschulp Tallon Griekspoor Wesley Koolhof                    | 2-0            | Palacio de Deportes José María Martín Carpena, Málaga | Hardcourt (i)  |
| 2023      | Italië Jannik Sinner Lorenzo Musetti Matteo Arnaldi Lorenzo Sonego                              | Australië Alex de Minaur Alexei Popyrin Max Purcell Jordan Thompson Matthew Ebden     | 2-0            | Palacio de Deportes José María Martín Carpena, Málaga | Hardcourt (i)  |
| 2022      | Canada Denis Shapovalov Félix Auger-Aliassime Vasek Pospisil Gabriel Diallo Alexis Galarneau    | Australië Alex de Minaur Thanasi Kokkinakis Max Purcell Jordan Thompson Matthew Ebden | 2-0            | Palacio de Deportes José María Martín Carpena, Málaga | Hardcourt (i)  |
| 2020-2021 | RTF Karen Chatsjanov Aslan Karatsev Daniil Medvedev Andrej Roebljov                             | Kroatië Marin Čilić Borna Gojo Nikola Mektić Mate Pavić Nino Serdarušić               | 2-0            | Caja Mágica, Madrid                                   | Hardcourt (i)  |
| 2019      | Spanje Rafael Nadal Roberto Bautista Agut Pablo Carreño Busta Feliciano López Marcel Granollers | Canada Denis Shapovalov Félix Auger-Aliassime Brayden Schnur Vasek Pospisil           | 2-0            | Caja Mágica, Madrid                                   | Hardcourt (i)  |
| 2018      | Kroatië Marin Čilić Borna Ćorić Ivan Dodig Mate Pavić                                           | Frankrijk Jo-Wilfried Tsonga Jérémy Chardy Pierre-Hugues Herbert Nicolas Mahut        | 3-1            | Stade Pierre-Mauroy, Rijsel                           | Gravel (i)     |
| 2017      | Frankrijk Jo-Wilfried Tsonga Lucas Pouille Richard Gasquet Pierre-Hugues Herbert                | België David Goffin Steve Darcis Ruben Bemelmans Joris De Loore                       | 3-2            | Stade Pierre-Mauroy, Rijsel                           | Hardcourt (i)  |
| 2016      | Argentinië Juan Martín del Potro Federico Delbonis Leonardo Mayer Guido Pella                   | Kroatië Marin Čilić Ivo Karlović Ivan Dodig Franko Škugor                             | 3-2            | Arena Zagreb, Zagreb                                  | Hardcourt (i)  |
| 2015      | Groot-Brittannië Andy Murray Jamie Murray Kyle Edmund                                           | België David Goffin Steve Darcis Ruben Bemelmans Kimmer Coppejans                     | 3-1            | Flanders Expo, Gent                                   | Gravel (i)     |
| 2014      | Zwitserland Roger Federer Stanislas Wawrinka                                                    | Frankrijk Jo-Wilfried Tsonga Gaël Monfils Richard Gasquet Julien Benneteau            | 3-1            | Stade Pierre-Mauroy, Rijsel                           | Gravel (i)     |
| 2013      | Tsjechië Radek Štěpánek Tomáš Berdych                                                           | Servië Novak Đoković Dušan Lajović Ilia Bozoljac Nenad Zimonjić                       | 3-2            | Kombank Arena, Belgrado                               | Hardcourt (i)  |
| 2012      | Tsjechië Tomáš Berdych Radek Štěpánek                                                           | Spanje David Ferrer Nicolás Almagro Marc López Marcel Granollers                      | 3-2            | O2 Arena, Praag                                       | Hardcourt (i)  |
| 2011      | Spanje Rafael Nadal David Ferrer Feliciano López Fernando Verdasco                              | Argentinië Juan Martín del Potro Juan Mónaco David Nalbandian Eduardo Schwank         | 3-1            | Estadio de La Cartuja, Sevilla                        | Gravel (i)     |
| 2010      | Servië Novak Đoković Janko Tipsarević Viktor Troicki Nenad Zimonjić                             | Frankrijk Arnaud Clément Michaël Llodra Gaël Monfils Gilles Simon                     | 3-2            | Belgrado Arena, Belgrado                              | Hardcourt (i)  |
| 2009      | Spanje Rafael Nadal David Ferrer Feliciano López Fernando Verdasco                              | Tsjechië Radek Štěpánek Tomáš Berdych Jan Hájek Lukáš Dlouhý                          | 5-0            | Palau Sant Jordi, Barcelona                           | Gravel (i)     |
| 2008      | Spanje David Ferrer Feliciano López Fernando Verdasco                                           | Argentinië José Acasuso Agustín Calleri David Nalbandian Juan Martín del Potro        | 3-1            | Polideportivo Islas Malvinas, Mar del Plata           | Hardcourt (i)  |
| 2007      | Verenigde Staten Andy Roddick James Blake Bob Bryan Mike Bryan                                  | Rusland Dmitri Toersoenov Michail Joezjny Igor Andrejev Nikolaj Davydenko             | 4-1            | Veterans Memorial Coliseum, Portland                  | Hardcourt (i)  |
| 2006      | Rusland Nikolaj Davydenko Marat Safin Dmitri Toersoenov                                         | Argentinië Juan Ignacio Chela David Nalbandian Agustín Calleri José Acasuso           | 3-2            | Olimpijskij, Moskou                                   | Hardcourt (i)  |
| 2005      | Kroatië Ivan Ljubičić Mario Ančić                                                               | Slowakije Karol Kučera Dominik Hrbatý Michal Mertiňák                                 | 3-2            | Sibamac Arena, Bratislava                             | Hardcourt (i)  |
| 2004      | Spanje Carlos Moyà Rafael Nadal Juan Carlos Ferrero Tommy Robredo                               | Verenigde Staten Andy Roddick Mardy Fish Bob Bryan Mike Bryan                         | 3-2            | Estadio de La Cartuja, Sevilla                        | Gravel (i)     |
| 2003      | Australië Lleyton Hewitt Mark Philippoussis Todd Woodbridge Wayne Arthurs                       | Spanje Juan Carlos Ferrero Carlos Moyà Àlex Corretja Feliciano López                  | 3-1            | Rod Laver Arena, Melbourne                            | Gras           |
| 2002      | Rusland Marat Safin Jevgeni Kafelnikov Michail Joezjny Andrei Stoliarov                         | Frankrijk Sébastien Grosjean Paul-Henri Mathieu Nicolas Escudé Fabrice Santoro        | 3-2            | Palais Omnisports de Paris-Bercy, Parijs              | Gravel (i)     |
| 2001      | Frankrijk Sébastien Grosjean Nicolas Escudé Cédric Pioline Fabrice Santoro                      | Australië Lleyton Hewitt Patrick Rafter Wayne Arthurs Todd Woodbridge                 | 3-1            | Rod Laver Arena, Melbourne                            | Gras           |
| 2000      | Spanje Juan Carlos Ferrero Albert Costa Àlex Corretja Juan-Manuel Fornaguera                    | Australië Lleyton Hewitt Patrick Rafter Mark Woodforde Sandon Stolle                  | 3-1            | Palau Sant Jordi, Barcelona                           | Gravel (i)     |
| 1999      | Australië Lleyton Hewitt Mark Philippoussis Todd Woodbridge Mark Woodforde                      | Frankrijk Olivier Delaître Sébastien Grosjean Cédric Pioline Fabrice Santoro          | 3-2            | Palais des Congrès Acropolis, Nice                    | Gravel (i)     |
| 1998      | Zweden Jonas Björkman Magnus Gustafsson Nicklas Kulti Magnus Norman                             | Italië Andrea Gaudenzi Diego Nargiso Gianluca Pozzi Davide Sanguinetti                | 4-1            | Mediolanum Forum, Milaan                              | Gravel (i)     |
| 1997      | Zweden Jonas Björkman Magnus Larsson Nicklas Kulti                                              | Verenigde Staten Michael Chang Todd Martin Pete Sampras Jonathan Stark                | 5-0            | Scandinavium, Göteborg                                | Tapijt (i)     |
| 1996      | Frankrijk Arnaud Boetsch Guy Forget Cédric Pioline Guillaume Raoux                              | Zweden Jonas Björkman Stefan Edberg Thomas Enqvist Nicklas Kulti                      | 3-2            | MalmöMässan, Malmö                                    | Hardcourt (i)  |
| 1995      | Verenigde Staten Jim Courier Todd Martin Pete Sampras                                           | Rusland Jevgeni Kafelnikov Andrej Olchovski Andrej Tsjesnokov                         | 3-2            | Olimpijskij, Moskou                                   | Gravel (i)     |
| 1994      | Zweden Jan Apell Jonas Björkman Stefan Edberg Magnus Larsson                                    | Rusland Jevgeni Kafelnikov Andrej Olchovski Aleksandr Volkov                          | 4-1            | Olimpijskij, Moskou                                   | Tapijt (i)     |
| 1993      | Duitsland Marc-Kevin Goellner Patrik Kühnen Michael Stich                                       | Australië Richard Fromberg Jason Stoltenberg Todd Woodbridge Mark Woodforde           | 4-1            | Messe Düsseldorf, Düsseldorf                          | Gravel (i)     |
| 1992      | Verenigde Staten Andre Agassi Jim Courier John McEnroe Pete Sampras                             | Zwitserland Jakob Hlasek Marc Rosset                                                  | 3-1            | Tarrant County Center, Fort Worth                     | Hardcourt (i)  |
| 1991      | Frankrijk Guy Forget Henri Leconte                                                              | Verenigde Staten Andre Agassi Ken Flach Robert Seguso Pete Sampras                    | 3-1            | Palais des Sports de Gerland, Lyon                    | Tapijt (i)     |
| 1990      | Verenigde Staten Andre Agassi Michael Chang Rick Leach Jim Pugh                                 | Australië Darren Cahill Pat Cash John Fitzgerald Richard Fromberg                     | 3-2            | Suncoast Dome, Saint Petersburg                       | Gravel (i)     |
| 1989      | West-Duitsland Boris Becker Eric Jelen Carl-Uwe Steeb                                           | Zweden Stefan Edberg Jan Gunnarsson Anders Järryd Mats Wilander                       | 3-2            | Schleyerhalle, Stuttgart                              | Tapijt (i)     |
| 1988      | West-Duitsland Boris Becker Eric Jelen Patrik Kühnen Carl-Uwe Steeb                             | Zweden Kent Carlsson Stefan Edberg Anders Järryd Mats Wilander                        | 4-1            | Scandinavium, Göteborg                                | Gravel (i)     |
| 1987      | Zweden Anders Järryd Joakim Nyström Mats Wilander                                               | India Anand Amritraj Vijay Amritraj Ramesh Krishnan                                   | 5-0            | Scandinavium, Göteborg                                | Gravel (i)     |
| 1986      | Australië Pat Cash John Fitzgerald Paul McNamee                                                 | Zweden Stefan Edberg Anders Järryd Mikael Pernfors                                    | 3-2            | Kooyong Stadium, Melbourne                            | Gras           |
| 1985      | Zweden Stefan Edberg Joakim Nyström Mats Wilander                                               | West-Duitsland Boris Becker Andreas Maurer Michael Westphal                           | 3-2            | Olympiahalle, München                                 | Tapijt (i)     |
| 1984      | Zweden Stefan Edberg Anders Järryd Henrik Sundström Mats Wilander                               | Verenigde Staten Jimmy Arias Jimmy Connors Peter Fleming John McEnroe                 | 4-1            | Scandinavium, Göteborg                                | Gravel (i)     |
| 1983      | Australië Pat Cash Mark Edmondson John Fitzgerald Paul McNamee                                  | Zweden Anders Järryd Joakim Nyström Hans Simonsson Mats Wilander                      | 3-2            | Kooyong Stadium, Melbourne                            | Gras           |
| 1982      | Verenigde Staten Peter Fleming Gene Mayer John McEnroe                                          | Frankrijk Henri Leconte Yannick Noah                                                  | 4-1            | Palais des Sports Grenoble, Grenoble                  | Gravel (i)     |
| 1981      | Verenigde Staten Peter Fleming John McEnroe Roscoe Tanner                                       | Argentinië José Luis Clerc Guillermo Vilas                                            | 3-1            | Riverfront Coliseum, Cincinnati                       | Tapijt (i)     |
| 1980      | Tsjecho-Slowakije Ivan Lendl Tomáš Šmíd                                                         | Italië Corrado Barazzutti Paolo Bertolucci Gianni Ocleppo Adriano Panatta             | 4-1            | Sportovní Hala, Praag                                 | Tapijt (i)     |
| 1979      | Verenigde Staten Vitas Gerulaitis Bob Lutz John McEnroe Stan Smith                              | Italië Corrado Barazzutti Paolo Bertolucci Adriano Panatta Antonio Zugarelli          | 5-0            | Civic Auditorium, San Francisco                       | Tapijt (i)     |
| 1978      | Verenigde Staten Brian Gottfried Bob Lutz John McEnroe Stan Smith                               | Verenigd Koninkrijk Mark Cox David Lloyd John Lloyd Buster Mottram                    | 4-1            | Mission Hills Country Club, Rancho Mirage             | Hardcourt      |
| 1977      | Australië John Alexander Phil Dent Tony Roche                                                   | Italië Corrado Barazzutti Paolo Bertolucci Adriano Panatta                            | 3-1            | White City Stadium, Sydney                            | Gras           |
| 1976      | Italië Corrado Barazzutti Paolo Bertolucci Adriano Panatta                                      | Chili Patricio Cornejo Jaime Fillol                                                   | 4-1            | Estadio Nacional, Santiago                            | Gravel         |
| 1975      | Zweden Ove Bengtson Björn Borg                                                                  | Tsjecho-Slowakije Jiří Hřebec Jan Kodeš Vladimír Zedník                               | 3-2            | Kungliga tennishallen, Stockholm                      | Tapijt (i)     |
| 1974      | Zuid-Afrika                                                                                     | India                                                                                 | Forfait        |                                                       |                |
| 1973      | Australië Rod Laver John Newcombe                                                               | Verenigde Staten Erik van Dillen Tom Gorman Stan Smith                                | 5-0            | Public Auditorium, Cleveland                          | Tapijt (i)     |
| 1972      | Verenigde Staten Erik van Dillen Tom Gorman Stan Smith                                          | Roemenië Ilie Năstase Ion Țiriac                                                      | 3-2            | Club Sportiv Progresul, Boekarest                     | Gravel         |
| 1971      | Verenigde Staten Erik van Dillen Frank Froehling Stan Smith                                     | Roemenië Ilie Năstase Ion Țiriac                                                      | 3-2            | Olde Providence Racquet Club, Charlotte               | Gravel         |
| 1970      | Verenigde Staten Arthur Ashe Bob Lutz Cliff Richey Stan Smith                                   | West-Duitsland Wilhelm Bungert Christian Kuhnke                                       | 5-0            | Harold Clark Courts, Cleveland                        | Hardcourt      |
| 1969      | Verenigde Staten Arthur Ashe Bob Lutz Stan Smith                                                | Roemenië Ilie Năstase Ion Țiriac                                                      | 5-0            | Harold Clark Courts, Cleveland                        | Hardcourt      |
| 1968      | Verenigde Staten Arthur Ashe Clark Graebner Bob Lutz Stan Smith                                 | Australië John Alexander Bill Bowrey Ray Ruffels                                      | 4-1            | Memorial Drive Tennis Centre, Adelaide                | Gras           |
| 1967      | Australië Roy Emerson John Newcombe Tony Roche                                                  | Spanje Manuel Orantes Manuel Santana                                                  | 4-1            | Milton Courts, Brisbane                               | Gras           |
| 1966      | Australië Roy Emerson John Newcombe Tony Roche Fred Stolle                                      | India Ramanathan Krishnan Jaidip Mukerjea                                             | 4-1            | Kooyong Stadium, Melbourne                            | Gras           |
| 1965      | Australië Roy Emerson John Newcombe Tony Roche Fred Stolle                                      | Spanje José Luis Arilla Juan Gisbert Manuel Santana                                   | 4-1            | White City Stadium, Sydney                            | Gras           |
| 1964      | Australië Roy Emerson Fred Stolle                                                               | Verenigde Staten Chuck McKinley Dennis Ralston                                        | 3-2            | Harold Clark Courts, Cleveland                        | Gravel         |
| 1963      | Verenigde Staten Chuck McKinley Dennis Ralston                                                  | Australië Roy Emerson Neale Fraser John Newcombe                                      | 3-2            | Memorial Drive Tennis Centre, Adelaide                | Gras           |
| 1962      | Australië Roy Emerson Neale Fraser Rod Laver                                                    | Mexico Rafael Osuna Antonio Palafox                                                   | 5-0            | Milton Courts, Brisbane                               | Gras           |
| 1961      | Australië Roy Emerson Neale Fraser Rod Laver                                                    | Italië Nicola Pietrangeli Orlando Sirola                                              | 5-0            | Kooyong Stadium, Melbourne                            | Gras           |
| 1960      | Australië Roy Emerson Neale Fraser Rod Laver                                                    | Italië Nicola Pietrangeli Orlando Sirola                                              | 4-1            | White City Stadium, Sydney                            | Gras           |
| 1959      | Australië Roy Emerson Neale Fraser Rod Laver                                                    | Verenigde Staten Butch Buchholz Barry MacKay Alex Olmedo                              | 3-2            | West Side Tennis Club, New York                       | Gras           |
| 1958      | Verenigde Staten Barry MacKay Alex Olmedo Ham Richardson                                        | Australië Malcolm Anderson Ashley Cooper Mervyn Rose                                  | 3-2            | Milton Courts, Brisbane                               | Gras           |
| 1957      | Australië Malcolm Anderson Ashley Cooper Neale Fraser                                           | Verenigde Staten Barry MacKay Vic Seixas                                              | 3-2            | Kooyong Stadium, Melbourne                            | Gras           |
| 1956      | Australië Lew Hoad Ken Rosewall                                                                 | Verenigde Staten Herbie Flam Sam Giammalva Vic Seixas                                 | 5-0            | Memorial Drive Tennis Centre, Adelaide                | Gras           |
| 1955      | Australië Rex Hartwig Lew Hoad Ken Rosewall                                                     | Verenigde Staten Ham Richardson Vic Seixas Tony Trabert                               | 5-0            | West Side Tennis Club, New York                       | Gras           |
| 1954      | Verenigde Staten Vic Seixas Tony Trabert                                                        | Australië Rex Hartwig Lew Hoad Ken Rosewall                                           | 3-2            | White City Stadium, Sydney                            | Gras           |
| 1953      | Australië Rex Hartwig Lew Hoad Ken Rosewall                                                     | Verenigde Staten Vic Seixas Tony Trabert                                              | 3-2            | Kooyong Stadium, Melbourne                            | Gras           |
| 1952      | Australië Ken McGregor Frank Sedgman                                                            | Verenigde Staten Vic Seixas Tony Trabert                                              | 4-1            | Memorial Drive Tennis Centre, Adelaide                | Gras           |
| 1951      | Australië Ken McGregor Mervyn Rose Frank Sedgman                                                | Verenigde Staten Vic Seixas Ted Schroeder Tony Trabert                                | 3-2            | White City Stadium, Sydney                            | Gras           |
| 1950      | Australië John Bromwich Ken McGregor Frank Sedgman                                              | Verenigde Staten Tom Brown Gardnar Mulloy Ted Schroeder                               | 4-1            | West Side Tennis Club, New York                       | Gras           |
| 1949      | Verenigde Staten Pancho Gonzales Gardnar Mulloy Ted Schroeder Bill Talbert                      | Australië John Bromwich Frank Sedgman Bill Sidwell                                    | 4-1            | West Side Tennis Club, New York                       | Gras           |
| 1948      | Verenigde Staten Gardnar Mulloy Frank Parker Ted Schroeder Bill Talbert                         | Australië Colin Long Adrian Quist Bill Sidwell                                        | 5-0            | West Side Tennis Club, New York                       | Gras           |
| 1947      | Verenigde Staten Jack Kramer Ted Schroeder                                                      | Australië John Bromwich Colin Long Adrian Quist                                       | 4-1            | West Side Tennis Club, New York                       | Gras           |
| 1946      | Verenigde Staten Jack Kramer Gardnar Mulloy Ted Schroeder                                       | Australië John Bromwich Dinny Pails Adrian Quist                                      | 5-0            | Kooyong Stadium, Melbourne                            | Gras           |
| 1945      | Geen Davis Cup                                                                                  | Geen Davis Cup                                                                        | Geen Davis Cup | Geen Davis Cup                                        | Geen Davis Cup |
| 1944      | Geen Davis Cup                                                                                  | Geen Davis Cup                                                                        | Geen Davis Cup | Geen Davis Cup                                        | Geen Davis Cup |
| 1943      | Geen Davis Cup                                                                                  | Geen Davis Cup                                                                        | Geen Davis Cup | Geen Davis Cup                                        | Geen Davis Cup |
| 1942      | Geen Davis Cup                                                                                  | Geen Davis Cup                                                                        | Geen Davis Cup | Geen Davis Cup                                        | Geen Davis Cup |
| 1941      | Geen Davis Cup                                                                                  | Geen Davis Cup                                                                        | Geen Davis Cup | Geen Davis Cup                                        | Geen Davis Cup |
| 1940      | Geen Davis Cup                                                                                  | Geen Davis Cup                                                                        | Geen Davis Cup | Geen Davis Cup                                        | Geen Davis Cup |
| 1939      | Australië John Bromwich Adrian Quist                                                            | Verenigde Staten Joe Hunt Jack Kramer Frank Parker Bobby Riggs                        | 3-2            | Merion Cricket Club, Haverford                        | Gras           |
| 1938      | Verenigde Staten Don Budge Gene Mako Bobby Riggs                                                | Australië John Bromwich Adrian Quist                                                  | 3-2            | Germantown Cricket Club, Philadelphia                 | Gras           |
| 1937      | Verenigde Staten Don Budge Gene Mako Frank Parker                                               | Verenigd Koninkrijk Bunny Austin Charles Hare Raymond Tuckey Frank Wilde              | 4-1            | Centre Court, Wimbledon, Londen                       | Gras           |
| 1936      | Verenigd Koninkrijk Bunny Austin Pat Hughes Fred Perry Raymond Tuckey                           | Australië Jack Crawford Adrian Quist                                                  | 3-2            | Centre Court, Wimbledon, Londen                       | Gras           |
| 1935      | Verenigd Koninkrijk Bunny Austin Pat Hughes Fred Perry Raymond Tuckey                           | Verenigde Staten Wilmer Allison Don Budge John Van Ryn                                | 5-0            | Centre Court, Wimbledon, Londen                       | Gras           |
| 1934      | Verenigd Koninkrijk Bunny Austin Pat Hughes Harry Lee Fred Perry                                | Verenigde Staten George Lott Frank Shields Lester Stoefen Sidney Wood                 | 4-1            | Centre Court, Wimbledon, Londen                       | Gras           |
| 1933      | Verenigd Koninkrijk Bunny Austin Pat Hughes Harry Lee Fred Perry                                | Frankrijk Jean Borotra Jacques Brugnon Henri Cochet André Merlin                      | 3-2            | Stade Roland Garros, Parijs                           | Gravel         |
| 1932      | Frankrijk Jean Borotra Jacques Brugnon Henri Cochet                                             | Verenigde Staten Wilmer Allison John Van Ryn Ellsworth Vines                          | 3-2            | Stade Roland Garros, Parijs                           | Gravel         |
| 1931      | Frankrijk Jean Borotra Jacques Brugnon Henri Cochet                                             | Verenigd Koninkrijk Bunny Austin Pat Hughes Charles Kingsley Fred Perry               | 3-2            | Stade Roland Garros, Parijs                           | Gravel         |
| 1930      | Frankrijk Jean Borotra Jacques Brugnon Henri Cochet                                             | Verenigde Staten Wilmer Allison George Lott John Van Ryn Bill Tilden                  | 4-1            | Stade Roland Garros, Parijs                           | Gravel         |
| 1929      | Frankrijk Jean Borotra Henri Cochet                                                             | Verenigde Staten Wilmer Allison George Lott John Van Ryn Bill Tilden                  | 3-2            | Stade Roland Garros, Parijs                           | Gravel         |
| 1928      | Frankrijk Jean Borotra Henri Cochet René Lacoste                                                | Verenigde Staten John Hennessey Francis Hunter Bill Tilden                            | 4-1            | Stade Roland Garros, Parijs                           | Gravel         |
| 1927      | Frankrijk Jean Borotra Jacques Brugnon Henri Cochet René Lacoste                                | Verenigde Staten Bill Johnston Francis Hunter Bill Tilden                             | 3-2            | Germantown Cricket Club, Philadelphia                 | Gras           |
| 1926      | Verenigde Staten Bill Johnston Vincent Richards Bill Tilden Richard Norris Williams             | Frankrijk Jean Borotra Jacques Brugnon Henri Cochet René Lacoste                      | 4-1            | Germantown Cricket Club, Philadelphia                 | Gras           |
| 1925      | Verenigde Staten Bill Johnston Vincent Richards Bill Tilden Richard Norris Williams             | Frankrijk Jean Borotra René Lacoste                                                   | 5-0            | Germantown Cricket Club, Philadelphia                 | Gras           |
| 1924      | Verenigde Staten Bill Johnston Vincent Richards Bill Tilden                                     | Australië Pat O'Hara Wood Gerald Patterson                                            | 5-0            | Germantown Cricket Club, Philadelphia                 | Gras           |
| 1923      | Verenigde Staten Bill Johnston Bill Tilden Richard Norris Williams                              | Australië James Anderson John Hawkes                                                  | 4-1            | West Side Tennis Club, New York                       | Gras           |
| 1922      | Verenigde Staten Bill Johnston Vincent Richards Bill Tilden                                     | Australië James Anderson Pat O'Hara Wood Gerald Patterson                             | 4-1            | West Side Tennis Club, New York                       | Gras           |
| 1921      | Verenigde Staten Bill Johnston Bill Tilden Richard Norris Williams Watson Washburn              | Japans Keizerrijk Ichiya Kumagae Zenzo Shimizu                                        | 5-0            | West Side Tennis Club, New York                       | Gras           |
| 1920      | Verenigde Staten Bill Johnston Bill Tilden                                                      | Australazië Norman Brookes Gerald Patterson                                           | 5-0            | Domain Cricket Club, Auckland                         | Gras           |
| 1919      | Australazië James Anderson Norman Brookes Gerald Patterson                                      | Verenigd Koninkrijk Alfred Beamish Algernon Kingscote Arthur Lowe                     | 4-1            | Double Bay Grounds, Sydney                            | Gras           |
| 1918      | Geen Davis Cup                                                                                  | Geen Davis Cup                                                                        | Geen Davis Cup | Geen Davis Cup                                        | Geen Davis Cup |
| 1917      | Geen Davis Cup                                                                                  | Geen Davis Cup                                                                        | Geen Davis Cup | Geen Davis Cup                                        | Geen Davis Cup |
| 1916      | Geen Davis Cup                                                                                  | Geen Davis Cup                                                                        | Geen Davis Cup | Geen Davis Cup                                        | Geen Davis Cup |
| 1915      | Geen Davis Cup                                                                                  | Geen Davis Cup                                                                        | Geen Davis Cup | Geen Davis Cup                                        | Geen Davis Cup |
| 1914      | Australazië Norman Brookes Anthony Wilding                                                      | Verenigde Staten Thomas Bundy Maurice McLoughlin Richard Norris Williams              | 3-2            | West Side Tennis Club, New York                       | Gras           |
| 1913      | Verenigde Staten Harold Hackett Maurice McLoughlin Richard Norris Williams                      | Verenigd Koninkrijk Herbert Roper Barrett Charles Dixon James Cecil Parke             | 3-2            | Worple Road, Londen                                   | Gras           |
| 1912      | Britse Eilanden Alfred Beamish Charles Dixon James Cecil Parke                                  | Australazië Norman Brookes Alfred Dunlop Rodney Heath                                 | 3-2            | Warehouseman's Ground, Melbourne                      | Gras           |
| 1911      | Australazië Norman Brookes Alfred Dunlop Rodney Heath                                           | Verenigde Staten William Larned Maurice McLoughlin Beals Wright                       | 4-0            | Lancaster Park, Christchurch                          | Gras           |
| 1910      | Geen Davis Cup                                                                                  | Geen Davis Cup                                                                        | Geen Davis Cup | Geen Davis Cup                                        | Geen Davis Cup |
| 1909      | Australazië Norman Brookes Anthony Wilding                                                      | Verenigde Staten Melville Long Maurice McLoughlin                                     | 5-0            | Double Bay Grounds, Sydney                            | Gras           |
| 1908      | Australazië Norman Brookes Anthony Wilding                                                      | Verenigde Staten Fred Alexander Beals Wright                                          | 3-2            | Warehouseman's Ground, Melbourne                      | Gras           |
| 1907      | Australazië Norman Brookes Anthony Wilding                                                      | Britse Eilanden Herbert Roper Barrett Arthur Gore                                     | 3-2            | Worple Road, Londen                                   | Gras           |
| 1906      | Britse Eilanden Lawrence Doherty Reginald Doherty Sydney Smith                                  | Verenigde Staten Raymond Little Holcombe Ward                                         | 5-0            | Worple Road, Londen                                   | Gras           |
| 1905      | Britse Eilanden Lawrence Doherty Reginald Doherty Sydney Smith                                  | Verenigde Staten William Larned Holcombe Ward Beals Wright                            | 5-0            | Queen's Club, Londen                                  | Gras           |
| 1904      | Britse Eilanden Lawrence Doherty Reginald Doherty Frank Riseley                                 | België Paul de Borman William le Maire de Warzée                                      | 5-0            | Worple Road, Londen                                   | Gras           |
| 1903      | Britse Eilanden Lawrence Doherty Reginald Doherty                                               | Verenigde Staten William Larned George Wrenn Robert Wrenn                             | 4-1            | Longwood Cricket Club, Boston                         | Gras           |
| 1902      | Verenigde Staten Dwight Davis Holcombe Ward Malcolm Whitman                                     | Britse Eilanden Lawrence Doherty Reginald Doherty Joshua Pim                          | 3-2            | Crescent Athletic Club, Brooklyn                      | Gras           |
| 1901      | Geen Davis Cup                                                                                  | Geen Davis Cup                                                                        | Geen Davis Cup | Geen Davis Cup                                        | Geen Davis Cup |
| 1900      | Verenigde Staten Dwight Davis Holcombe Ward Malcolm Whitman                                     | Britse Eilanden Herbert Roper Barrett Ernest Black Arthur Gore                        | 3-0            | Longwood Cricket Club, Boston                         | Gras           |

Algemeen · Opzet · Finales · Winnaars 
 België ·  Nederland ·  Aruba ·  Nederlandse Antillen 

1900 · 1901 · 1902 · 1903 · 1904 · 1905 · 1906 · 1907 · 1908 · 1909 · 1910 · 1911 · 1912 · 1913 · 1914 · 1915 · 1916 · 1917 · 1918 · 1919 · 1920 · 1921 · 1922 · 1923 · 1924 · 1925 · 1926 · 1927 · 1928 · 1929 · 1930 · 1931 · 1932 · 1933 · 1934 · 1935 · 1936 · 1937 · 1938 · 1939 · 1940 · 1941 · 1942 · 1943 · 1944 · 1945 · 1946 · 1947 · 1948 · 1949 · 1950 · 1951 · 1952 · 1953 · 1954 · 1955 · 1956 · 1957 · 1958 · 1959 · 1960 · 1961 · 1962 · 1963 · 1964 · 1965 · 1966 · 1967 · 1968 · 1969 · 1970 · 1971 · 1972 · 1973 · 1974 · 1975 · 1976 · 1977 · 1978 · 1979 · 1980 · 1981 · 1982 · 1983 · 1984 · 1985 · 1986 · 1987 · 1988 · 1989 · 1990 · 1991 · 1992 · 1993 · 1994 · 1995 · 1996 · 1997 · 1998 · 1999 · 2000 · 2001 · 2002 · 2003 · 2004 · 2005 · 2006 · 2007 · 2008 · 2009 · 2010 · 2011 · 2012 · 2013 · 2014 · 2015 · 2016 · 2017 · 2018 · 2019 · 2020-2021 · 2022 · 2023 · 2024 · 2025